# Вилья-Альенде
Вилья-Альенде (исп. Villa Allende) — город и муниципалитет в департаменте Колон провинции Кордова (Аргентина).

## История
Город основан в 1889 году.

## Экономика
Экономика города полностью основана на обслуживании туристов.